# Cochinkina

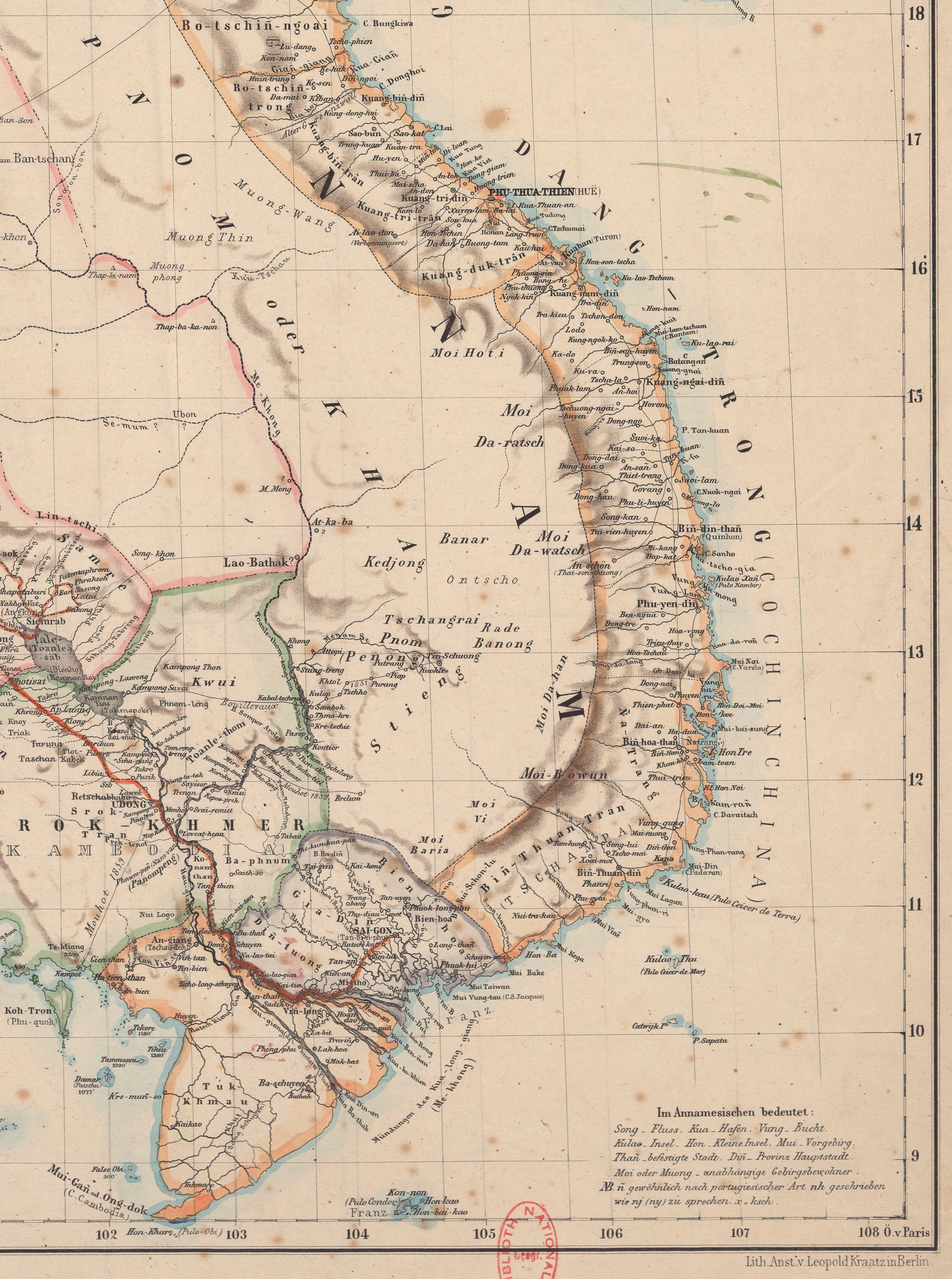
Cochinchina, 1867.

Cochinkina (franska: Cochinchine) är ett historiskt område i södra Vietnam med Saigon som huvudstad. Namnet fick det under fransmännens kolonialvälde. 

## Historia
Cochinkina stod under äldre perioder tidvis under kinesisk överhöghet, kom 1471 under Tonkin, men blev 1570 åter fritt. 1765 utbröt ett blodigt uppror, framkallat genom det lägre folkets förtryck under stormännen, och detta ledde till landets fullständiga införlivande under Nguyendynastin. Efter åtskilliga tvister med detta land bemäktigade sig fransmännen (1858–62) det därefter s. k. Franska Cochinkina. Fördraget i Saigon 5 juni 1862 tillerkände Frankrike tre vietnamesiska provinser, 1867 ockuperades ytterligare tre.
1954 kom Franska Cochinkina tillsammans med de två andra områdena Annam och Tonkin att bilda den självständiga men från början delade staten Vietnam.

## Geografi
Cochinkina var förr delat i egentliga Cochinkina (Đàng Trong), som hörde till Tonkin, och Nedre Cochinkina eller Franska Cochinkina (Nam Ky), fransk koloni. Namnet användes därefter endast om det senare området, som upptog sydligaste spetsen av Franska Indokina, mellan 8° 25’ och 11° 30’ nordlig breddgrad, begränsat i väst av Siamviken, i öster av Sydkinesiska sjön, i norr av Kambodja. Det hade en area på 56 900 km.
Nästan hela Cochinkina är en ung alluvialslätt, bildad av Mekongs avlagringar. I sin lägsta del är det fyllt av mangroveträsk. Bakom denna följer en likaledes vattenrik trakt, täckt av säv, medan den nordligaste delen är något högre och har bergkullar (den högsta, Djambra, 1,000 m.), som är utlöpare från Kambodjas kustberg. Yngre eruptiva bergarter träffas endast här och där, även i södra delen och på ön Pulo Condor
öster om Cochinkina. Huvvudfloden är Mekong, som strax norr om gränsen delar sig i två nästan parallella armar och
längre ned i ett flertal sådana, som är förenade genom kanaler, både sinsemellan och med floderna Stora och Lilla Vaïco, Saigon och Donnaï. Mekongs
mynningar kallas cua. Floderna är djupa nog även för större fartyg, men deras sandfyllda mynningar har blott 3–4 meters djup, utom Mekongs nordligaste (Cua-Dai), som har över 5 meters djup.
Klimatet är hett. Regntiden varar från april till slutet av oktober, den torra från början av november till början av april.
Växtligheten liknar det tropiska sydöstra Asiens och är synnerligen yppig. Sockerröret är kanske hemma där; det odlas i stor skala jämte en mängd tropiska frukter. Dessutom lämna palmer, gummiträd (Ficus elastica), brödfruktträd m. fl. värdefulla produkter. Även djurvärlden är
ostindisk: tigrar, leoparder, elefanter, rhinoceros och flera hjortarter förekomma, bland fåglar påfågeln.